# Faxfleet
Faxfleet är en by i civil parish Blacktoft, i distriktet East Riding of Yorkshire, i grevskapet East Riding of Yorkshire, i England. Byn är belägen 23 km från Beverley. Faxfleet var en civil parish 1866–1935 när blev den en del av Blacktoft. Civil parish hade 151 invånare år 1931.